# 埃丽卡·米兰达
埃丽卡·米兰达（葡萄牙語：Érika Miranda，1987年6月4日—），巴西女子柔道运动员，2007年泛美运动会女子52公斤级银牌得主、2011年泛美运动会女子52公斤级银牌得主、2015年泛美运动会女子52公斤级金牌得主。她于2018年宣布退役，退役后在德国慕尼黑当教练。